# Hornsjötjärnen, Medelpad
Hornsjötjärnen är en sjö i Sundsvalls kommun i Medelpad och ingår i Ljungans huvudavrinningsområde. Sjön är 7,5 meter djup, har en yta på 0,05 kvadratkilometer och är belägen 91 meter över havet.